# Збойне
Збойне (словац. Zbojné) — село и одноимённая община в районе Медзилаборце Прешовского края Словакии.

## История
В письменных источниках деревня Вишни-Збойне начинает упоминаться с 1463 года. Деревня Нижни-Збойне известна с 1479 года. В 1960 году оба населённых пункта были объединены в деревню Збойне.

## География
Село расположено в восточной части края, на берегах реки Виравы (левый приток Лаборца), при автодороге 3846. Абсолютная высота — 265 метров над уровнем моря. Площадь муниципалитета составляет 18,16 км².

## Население
| Год:                | 1994 | 2004     | 2014  | 2024    |
| ------------------- | ---- | -------- | ----- | ------- |
| Количество человек: | 265  | 200      | 178   | 161     |
| Разница:            |      | −24,52 % | −11 % | −9,55 % |

По данным последней официальной переписи 2021 года, численность населения Збойне составляла 162 человека.
Национальный состав населения (по данным переписи населения 2011 года):
| Национальность | Численность, человек |
| -------------- | -------------------- |
| словаки        | 98                   |
| русины         | 70                   |
| украинцы       | 1                    |
| не указана     | 2                    |

По данным переписи 2021 года, в конфессиональном составе населения преобладали греко-католики (80,2 %), католики (7,4 %) и православные христиане (4,9 %).